# Jean-Joseph Fiocco
Jean-Joseph Fiocco (Brussel, 15 december 1686 – aldaar, 30 maart 1746) was een Vlaams componist uit de late barokperiode.
Zijn vader was de Venetiaanse componist Pietro Antonio Fiocco (1654-1714) en hij had onder zijn broers onder meer componist en violist Joseph-Hector Fiocco. Jean-Joseph werkte in de Oostenrijkse Nederlanden, als kapelmeester van de landvoogdes Maria Elisabeth van Oostenrijk. Onder zijn leerlingen waren de componist Ignaz Vitzthumb en de violist Pieter van Maldere. Fiocco's belangrijkste werken zijn de negen Répons de mort, op Franse teksten, die wellicht verloren zijn.
- Gemeinsame Normdatei: 104206772
- International Standard Name Identifier: 0000 0000 5527 8924
- MusicBrainz: c96147c5-b810-4351-9220-79affbb6ceaf
- Nederlandse Thesaurus van Auteursnamen: 203147251
- SNAC: w6dj8vpd
- Virtual International Authority File: 25031617
- WorldCat: E39PBJk8Wfj3MvgT3MdcjRQpfq